# Katheryn Winnick
Katheryn Winnick, född 17 december 1977 i Etobicoke i Ontario, är en kanadensisk skådespelare.
Winnick har färdigheter inom kampsport, svart bälte av tredje graden i taekwondo och svart bälte av andra graden i karate. Hon är också licensierad livvakt. Winnick talar fem språk: ukrainska, ryska, franska, italienska och engelska.

## Filmografi i urval
- 2002 – Kärlek på jobbet
- 2006 – Hemma bäst
- 2006 – Cloud Nine
- 2010 – Killers
- 2010 – Love and Other Drugs
- 2010–2011 – Bones (TV-serie)
- 2013 – Vikings (TV-serie)
- 2018 – Speed Kills